# Nasilio brachyrhynchus
Il macroscelide camuso o sengi camuso  (Nasilio brachyrhynchus) è una specie di macroscelide o toporagno elefante appartenente alla famiglia dei Macroscelididae.
È diffuso in gran parte dell'Africa subsahariana, dal Sudan meridionale al Sudafrica, dove popola le aree di savana a clima secco e le praterie subtropicali o tropicali.